# Anommatus duodecimstriatus
Anommatus duodecimstriatus är en skalbaggsart som först beskrevs av Müller 1821.  Anommatus duodecimstriatus ingår i släktet Anommatus och familjen rovbarkbaggar. Arten är reproducerande i Sverige. Inga underarter finns listade i Catalogue of Life.

## Bildgalleri

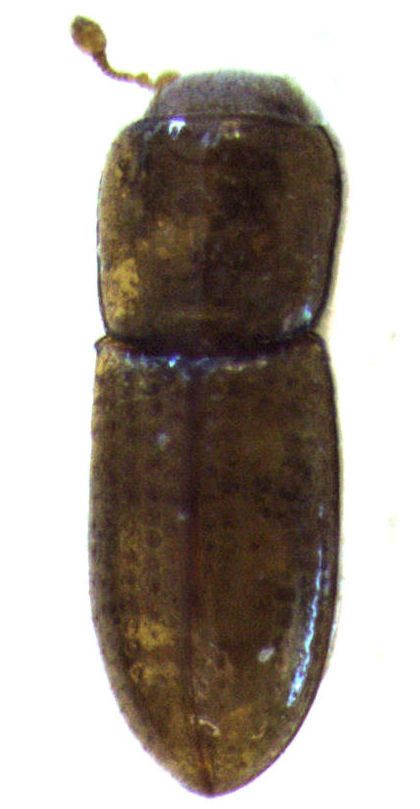
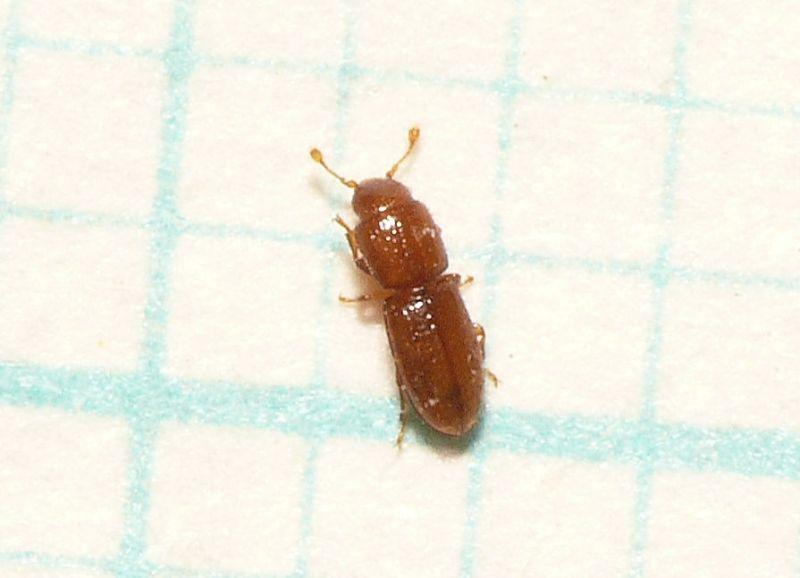
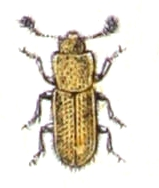